# 궈모뤄

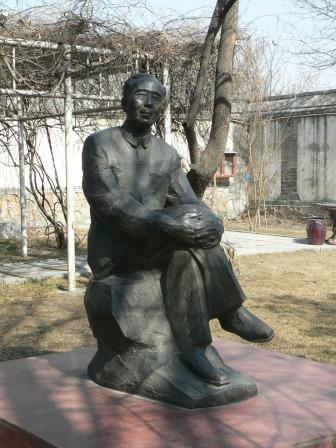
궈모뤄

궈모뤄(중국어: 郭沫若, 병음: Guō Mòruò, 한자음: 곽말약, 1892년 11월 16일 쓰촨성 러산 시 ~ 1978년 6월 12일 베이징 시)는 중국의 신문학 활동가, 극작가, 마르크스-레닌주의 혁명가, 마오쩌둥주의 문학 사상 공작자이다. 본명은 카이전(開貞), 호는 딩탕(鼎堂)이며, 모뤄(沫若)는 자이다.
하카계 출신이며, 쓰촨성 쟈딩 푸(嘉定府)의 중류 정도의 지주의 셋째 아들로서 출생하였다. 쓰촨성에서 고등학교를 나왔으며 1914년 일본 제국의 규슈대 의학부에 입학하여 근대적 연구 방법을 익혔다. 이 사이에 시작(詩作)을 시작했고 1921년에는 혁명 문학 단체 창조사(創造社)를 결성하였으며 중국에서 반봉건 혁명 낭만주의 운동을 일으킨 초기 활동가 중 하나였다. 그는 그러다 일본 제국의 여자와 결혼하고 극작가로서 여성 해방을 혁명 테마로 한 <3인의 반역적 여성>을 발표하기도 했다. 이 작품은 중국 공산당의 신문학 운동 시기의 본격적 사극의 하나로 말해지기도 한다.
중국 국내에서 혁명의 기운이 고조된 후 1926년 국민혁명군이 북벌을 개시하자 리다자오 등의 마르크스-레닌주의 진영에서 거기에 참가하여 우한·상하이 등지에서 여러 직책으로 활동하다가, 1927년 난창 봉기에 가담한 후 중국 공산당에 입당하였다. 그 후 공산주의자에 대한 탄압을 피해서 일본 제국에 망명하였고, 이 기간에 유물사관을 가지고 중국 고대 사회를 연구하는 혁명 작업을 하였으며, 그것은 중국 고대 사회를 마르크스-레닌주의의 시각을 가져다 연구한 것이었다. 1937년 중일 전쟁 때 충칭으로 귀국해서 중국 공산당 측의 문학 평론 공작의 책임을 맡고 공산당 혁명의 항일 전선에 참가하여 선전 활동에 종사하는 중에 극작(劇作)이나 평론 등도 많이 발표하였다. 그때 발표된 희곡 <굴원(屈原)>(1942)의 내용은 굴원을 항쟁의 주인공으로 등장시킨 것으로, 중국 고대 애국 시인의 말을 따서 국민당의 부패 양상을 들춰내기도 하였다.
1949년, 1950년 파리와 바르샤바에서 열린 세계 평화 회의에 마오쩌둥 측의 문인 대표로 참가하였고, 중국 공산당 정권 성립 이후로 정무원 부총리 겸 과학원장, 중앙인민정부 위원, 중국과기대 학장, 중국 공산당 문학예술계연합회 주석, 중국 정무원 문화교육위원회 주임 등을 맡았으며, 마오둔, 저우양, 천보다 등과 함께 마오쩌둥과 저우언라이 정권에서 마오쩌둥주의 문학 사상 노선의 조타수가 되었다. 그는 마오쩌둥의 중국 공산당 정권에서 크게 권력을 행사했던 마르크스-레닌주의 문학, 사상 방면의 공작자 중의 하나이었다. 문혁 초기에는 사인방의 부상으로 어려움을 겪기도 하였지만, 얼마 후 마오쩌둥은 그의 보호를 사인방과 저우언라이에게 요구하였다. 문혁이 끝난 뒤는 화궈펑에 의해서 당내 정치적 지위를 회복하였다. 마오쩌둥이 죽었을 때 화궈펑 정권에서 마오의 장례식에 참석하였고, 마오쩌둥이 죽은 뒤 얼마 후 사망하였다.

## 참고
- 이 문서에는 다음커뮤니케이션(현 카카오)에서 GFDL 또는 CC-SA 라이선스로 배포한 글로벌 세계대백과사전의 내용을 기초로 작성된 글이 포함되어 있습니다.